# Autonomes Fliegen
Autonomes Fliegen bezeichnet die Art der Führung eines Luftfahrzeugs, bei der die Flugsteuerung ohne Eingriffe eines Piloten auskommt. Bisher sind vor allem einige militärische Unbemannte Luftfahrzeuge in der Lage, eingeschränkt als Autonomes Luftfahrzeug zu agieren. Zukünftig sollen auch pilotenlose Flugtaxis im Bereich der Urban Air Mobility routinemäßig vollständig autonome Flüge durchführen. Hier kommt als Erschwernis hinzu, dass diese Luftfahrzeuge unabdingbar VTOL-Fähigkeiten besitzen müssen, um im urbanen Umfeld operieren zu können. Besonders die Transition (Übergang vom senkrechten Schwebeflug zum Horizontalflug und zurück) stellt besondere Anforderungen an eine Automatisierung.
Der Begriff Autonom hat keine Gemeinsamkeit mit der Autonomie, die in der Philosophie und Ethik als Zustand der Selbstbestimmung verankert ist. Vielmehr könnte im Zusammenhang mit den Erfordernissen eines Luftfahrzeugs auch von einem „hochautomatisierten Fliegen“ gesprochen werden.

## Definition
Autonomes Fliegen ist definiert als Fliegen durch künstliche Steueranlagen, ohne Eingriffsmöglichkeit durch einen Piloten. Dies setzt voraus, dass das Luftfahrzeug selbständig und sicher auch auf alle nicht vorhersehbaren Einflüsse (wie z. B. Störungen in der Technik) reagieren muss.

## Technik
Beim autonomen Fliegen ist es notwendig, dass Sensoren die Wechselwirkung des Luftfahrzeugs mit seiner Umgebung erfassen und entsprechende Ausgangssignale liefern. Die Steuerungssoftware prüft die Eingaben, trifft Entscheidungen und steuert das Verhalten des Luftfahrzeugs. Dabei müssen Sensoren die physikalische Umgebung genau erfassen, damit sie z. B. Lichtreflexionen zuverlässig von gefährlichen Vogelschwärmen unterscheiden können. Ebenso müssen bei der Navigation die Flugwege anderer Luftfahrzeuge und die Bestimmungen des zivilen Luftverkehrs berücksichtigt werden.
Zu den benötigten Sensoren gehören sowohl optische Sensoren, darunter Kameras für die Erkennung von sichtbarem und infrarotem Licht als auch Lidar-Systeme für eine dreidimensionale 360-Grad-Sicht der Betriebsumgebung. Eingebettete Software sorgt schließlich dafür, dass alle Sensordaten in Echtzeit verarbeitet werden können und entsprechend der Steuerlogik die Aktuatoren des Luftfahrzeugs angesteuert werden. In jedem Augenblick muss die Summe aller Sensordaten, die über einen Datenbus verknüpft sind, als Grundlage für die Entscheidungen ausgewertet werden.
Bedingt durch die Millionen von Kombinationsmöglichkeiten der Sensorausgaben, gleichbedeutend mit Millionen realer Betriebsszenarien, ist es nicht möglich, Flugtests für jedes einzelne Szenario durchzuführen. Hierzu sind Simulationen zur Ermittlung des Zusammenwirkens aller Teilsysteme unabdingbar. Besonders den möglichen Fehlinterpretationen von Sensorbildern infolge von starker Sonneneinstrahlung oder Reflexen sowie der möglicherweise unzureichenden Qualität von GNSS-Daten muss besondere Aufmerksamkeit geschenkt werden.
Automatisierte Senkrechtstarts und -landungen stellen insbesondere bei der Transition von strahlgetriebenen VTOL-Flugzeugen besondere Anforderungen an die Automatisierung. Während bei rotor- beziehungsweise propellerangetriebenen Luftfahrzeugen eine gewisse Stabilität gegen Seitenbewegungen durch die hohe Biegsamkeit der festen Kunststoffblättern besteht, verhält sich der Turbinenstrahl hier indifferent. Seitliche Bewegungen des Flugzeugs führen bei der Umlenkung der Luft am Einlauf nur zu einem geringen rückführenden Moment. Die Automatik muss also in diesem Fall sofort bei jeder noch so kleinen Störung mit einer adäquaten Steuerbewegung zum Ausgleich reagieren.

## Beispiele

### Zivil
Zur Entwicklung von Verfahren, die den Betrieb von UAVs im zivilen Luftraum ermöglichen sollen, führte BAE Systems von 2016 bis 2017 Untersuchungen mit einer Jetstream J31 durch. Im Mittelpunkt des ASTRAEA-Programms stand dabei die Entwicklung einer digitalen Stimme, sodass ein UAV mit NATS kommunizieren kann. Die 17 Testflüge dienten außerdem der Erprobung von neuen Systemen im Bereich der Sense-and-Avoid-Verfahren.
Auch Sikorsky hat mit seinem auf dem S-76B basierenden Versuchshubschrauber SARA (Sikorsky Autonomy Research Aircraft) ebenfalls autonome Testflüge durchgeführt. Hierbei wurden unterschiedliche Szenarien zugrunde gelegt. Hierzu gehörten automatische Starts und Landungen sowie das automatische Ausweichen bei unbekannten Hindernissen, wie Freileitungen, Türme und sich bewegende Luftfahrzeuge. Auch das automatische Auswählen einer Landezone und Konturflüge wurden erprobt. Hierbei kamen LIDAR-Sensoren und Kameras zum Einsatz. Die Arbeiten erfolgten in Zusammenarbeit mit der US Army und der Defense Advanced Research Projects Agency (DARPA).
In den USA hatte die Ehang 216 ihren ersten autonomen Flug Anfang 2020 in Raleigh (North Carolina). Honeywell Aerospace führte Mitte 2020 Versuche mit einem Eurocopter AS 350 durch, um mit Hilfe eines Autopiloten, detect-and-avoid-Algorithmen und entsprechender Software autonome vertikale Landungen durchzuführen. Ende 2021 sollen vollautomatische Landungen möglich sein.

### Militärisch
Im militärischen Anwendungsbereich müsste ein autonomer Einsatz eines UAVs neben den Anforderungen der autonomen Navigation auch den autonomen Einsatz von Aufklärungs- und Waffensystemen einschließen.
Als Beispiele für unbemannte Luftfahrzeuge, die autonom Aufklärungsaufträge durchführen können, seien hier die AeroVironment RQ-11 Raven und die ähnlich konzipierte Lockheed Martin Desert Hawk III genannt. Diese können entlang einer vorgegebenen Route mit Hilfe von digitaler Bildauswertung und GPS, autonome Aufklärungseinsätze durchführen. Zukünftig sollen hier auch Verfahren der Künstlichen Intelligenz (AI) eingesetzt werden.
Auch der Hersteller Shield.AI setzt mit seiner AI-Software Hivemind und dem Quadrocopter Shield.AI Nova bereits entsprechende Verfahren, um die Aufklärung in Gebäuden und Höhlen zu ermöglichen, in denen kein GPS-Empfang möglich ist. Die bereits von 2011 bis 2013 als unbemannter Transporthubschrauber in Afghanistan eingesetzte Kaman K-Max wurde 2019 mit nicht näher bezeichneten „autonomen“ Fähigkeiten nachgerüstet. Militärische Einsätze des Musters sollen ab 2020 erfolgen.
Zu den für Kampfeinsätze verwendbaren unbemannten Luftfahrzeugen UCAS gehört die GA-ASI MQ-9 Reaper, die von einem Piloten am Boden ferngesteuert wird. Sie ist mit über 250 Exemplaren (Stand 2020) das am meisten verwendete UCAS der USAF. Die USAF will die MQ-9 ab 2031 durch ein neues System (MQ-Next) ersetzen, das mit Hilfe der auf AI-Verfahren gestützten Skyborg-Technologie in der Lage sein soll weitgehend autonome Kampfeinsätze zu fliegen.
Bereits Mitte der 2020er Jahre soll die in Entwicklung befindliche  Kratos XQ-58A Valkyrie in Dienst gestellt werden. Ihre Aufgabe, entsprechend dem Loyal-Wingman-Konzept (auch als Manned-Unmanned-Teaming bezeichnet), wird es sein bemannte Jagdflugzeuge zu begleiten und autonom generische Flugzeuge zu bekämpfen. Auch hier soll die beim Air Force Research Laboratory (AFRL) entwickelte Skyborg-Technologie eingesetzt werden.

## Konventionelle Führung eines pilotenlosen Luftfahrzeugs
- Ferngesteuert:

Eine Person am Boden (oder in einem begleitenden Luftfahrzeug) steuert mit Hilfe von eingebauten Kameras, die ein Bild der Luftfahrzeugumgebung übertragen. Für eine militärische Verwendung können weitere Sensoren eingebaut sein. Beispiel: Boeing ScanEagle
- (Vor)programmierter Flugweg:

Eine Software steuert das Flugzeug über vorgegebene Wegpunkte. Ein am Boden positionierter Pilot kann jedoch jederzeit eingreifen. Da diese Verfahren vorwiegend für militärische Luftfahrzeuge eingesetzt werden, ist es in der Regel nicht notwendig, Daten über den sonstigen Flugverkehr per Sensoren zu berücksichtigen. Beispiele: Northrop Grumman RQ-4 mit einem zusätzlichen Piloten am Boden zur Führung über zivile Luftstraßen.